# След падането
„След падането“ (на английски: After We Fell) е американска романтична драма от 2021 г. на режисьора Кастил Ландън, по сценарий на Шарън Собойл, адаптация на едноименния роман на Ана Тод, филмът е третата част от филмовата поредица „След“. Във филма участват Джозефин Лангфорд и Хироу Файнс-Тифин, които отново са в ролите на Теса Йънг и Хардин Скот.